# Ludwig Häpke
Johann Friedrich Wilhelm Ludwig Häpke (* 11. Januar 1835 in Bassum; † 10. Mai 1922 in Bremen) war ein deutscher Lehrer und Naturwissenschaftler.
Er besuchte das Gymnasium zu Aurich und die höhere Bürgerschule zu Celle. Er studierte in Jena Mathematik und Naturwissenschaften und trat am 15. August 1856 als Hilfslehrer an der am 1. Oktober 1855 gegründeten Bremer Bürgerschule, späteren Realschule in der Altstadt, ein, an der er lange Jahre wirkte. Am 1. April 1860 als ordentlicher Lehrer angestellt, wurde er am 20. Januar 1899 vom Bremer Senat zum Oberlehrer und Professor ernannt. Als Pate von Ludwig Plate, soll er „liebevoll und unermüdlich für naturwissenschaftliche Belehrung“ des späteren Zoologen gesorgt haben.
Häpke war korrespondierendes Ehrenmitglied des Deutschen Fischerei-Vereins und sachverständiger Beirat der Fischerei-Kommission des Senats. Er war Mitbegründer des Naturwissenschaftlichen Vereins zu Bremen und veröffentlichte zahlreiche naturwissenschaftliche Schriften.
Häpke war verheiratet mit Marie geb. Bauer. Zu den Kindern des Paares gehörten die Gymnasiallehrerin Marie Häpke (1868–nach 1932), die Althistorikerin Natalie Häpke (1871–1923), der Gymnasiallehrer Gustav Häpke (1873–1949) und der Hanseforscher Rudolf Häpke (1884–1930).

## Einzelnachweis
1. ↑  Ludwig Plate: Kurze Selbstbiographie. In: Archiv für Rassen- und Gesellschaftsbiologie einschließlich Rassen- und Gesellschaftshygiene 29 (1935), S. 84–87, S. 87.

| Personendaten    | Personendaten                                               |
| ---------------- | ----------------------------------------------------------- |
| NAME             | Häpke, Ludwig                                               |
| ALTERNATIVNAMEN  | Häpke, Johann Friedrich Wilhelm Ludwig (vollständiger Name) |
| KURZBESCHREIBUNG | deutscher Lehrer und Naturwissenschaftler                   |
| GEBURTSDATUM     | 11. Januar 1835                                             |
| GEBURTSORT       | Bassum                                                      |
| STERBEDATUM      | 10. Mai 1922                                                |
| STERBEORT        | Bremen                                                      |